# Roman Dirge
Roman Dirge   (San José, 29 d'abril de 1972) és un guionista de còmics, dibuixant i ex-mag estatunidenc. És conegut sobretot per ser el creador de la sèrie de còmics Lenore, the Cute Little Dead Girl.

## Biografia
Els seus professors d'art li van dir que mai triomfaria com a artista a causa del seu estil tosc, així que va deixar l'art i es va dedicar a ser mag a temps complet. Al cap d'uns anys, la seva passió per l'art el va envair i va crear el còmic Lenore, the Cute Little Dead Girl per a la revista Xenophobe. Les tires còmiques van ser vistes més tard per Dan Vado, president de Slave Labor Graphics.
Dirge també ha escrit llibres com ara Something At The Window Is Scratching, The Monsters In My Tummy, The Cat With A Really Big Head: And One Other Story That Isn't As Good i ha treballat per als còmics de The Haunted Mansion.
El 26 de febrer de 2013, Dirge i la seva xicota d'aleshores van resultar ferits en un accident amb fuga a Hollywood, Califòrnia, mentre creuaven el carrer. Una de les cames de Dirge va quedar greument ferida i va haver de ser reconstruïda amb una barra de metall, però es deia que estava de bon humor tot i que s'enfrontava a una llarga recuperació.

## Animació
Es van crear 26 episodis d'una animació de Lenore per al lloc web de Sony, ScreenBlast, que ja no estan disponibles a Screenblast, però ara es poden veure al lloc web de Dirge, Spooky Land. Roman Dirge va escriure per a Invader ZIM del seu amic i company, artista gràfic de treball esclau Jhonen Vasquez, i a la part posterior del segon DVD d'Invader ZIM hi diu "Fet amb un 100% més de Dirge" amb una imatge seva, a l'estil Invader Zim.

## Música
Dirge va fer la portada, el fullet i la imatge del CD per a l'àlbum Welt del 2001, així com la portada de l'àlbum Tricks del 2018 d'ohGr.